# Rewolucja serbska
Rewolucja serbska (1804–1815) składała się z dwóch wystąpień ludności serbskiej znajdującej się pod panowaniem osmańskim, początkowo wymierzone przeciw miejscowym ajanom oraz janczarom, a w końcu przeciw samej Porcie, które doprowadziły do powstania z czasem autonomicznego Księstwa Serbii. Na czele I powstania serbskiego stanął Jerzy Czarny, zaś na czele drugiego – Miłosz Obrenović.

## Początki serbskiego ruchu narodowego

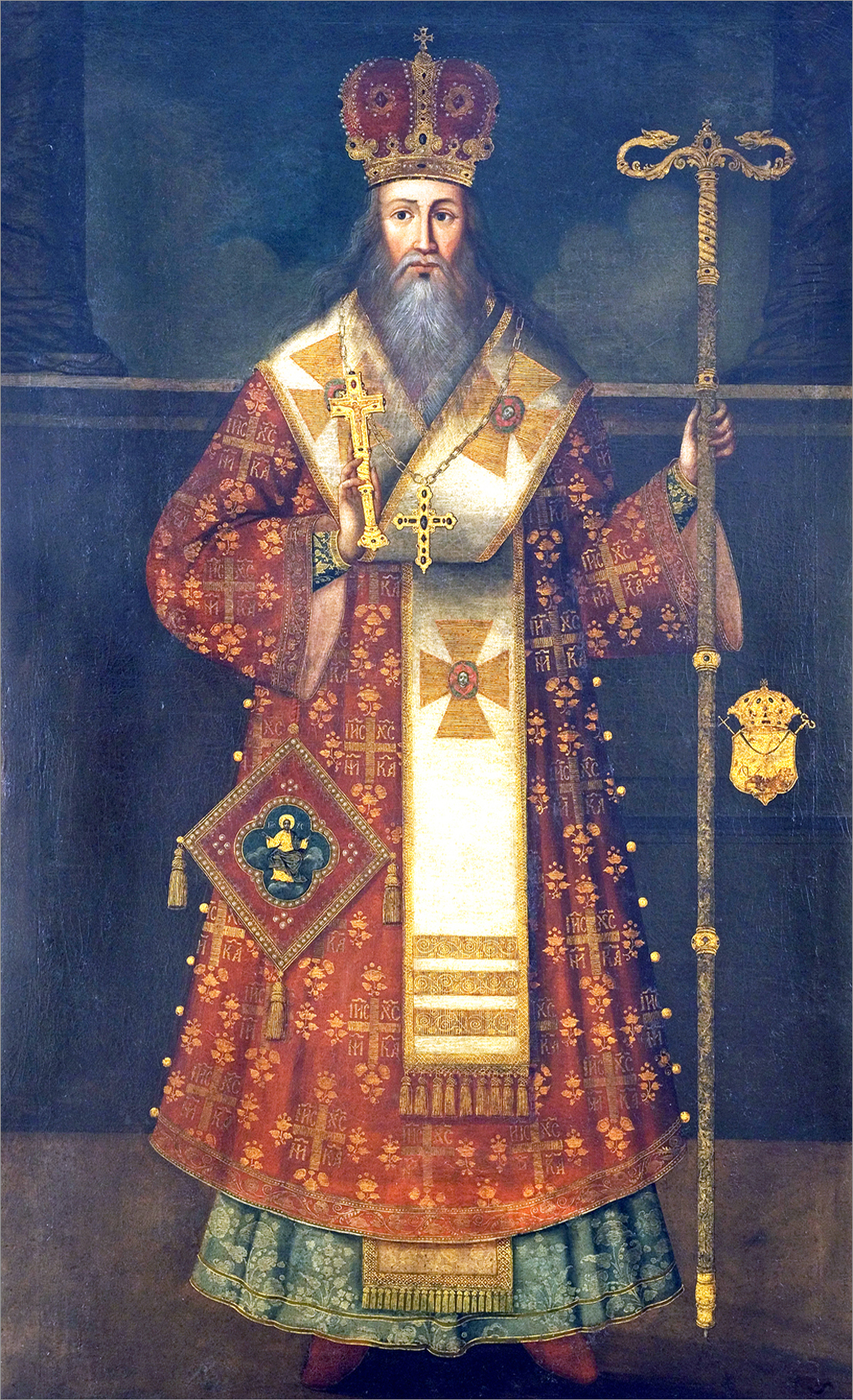
Arseniusz III, metropolita Peci w latach 1674–1691

Serbski ruch narodowy zaczął kształtować się już pod koniec XVII wieku, był generalnie skupiony w sandżaku Smedereva (paszałyk belgradzki). Możliwe to było w dużej mierze dzięki istnieniu na ziemiach serbskich, podobnie jak w przypadku innych regionów bałkańskich Imperium Osmańskiego silnie rozwiniętej administracji lokalnej. Jednak głównym czynnikiem, który to umożliwiał była działalność metropolii prawosławnej w Peci, która utrzymywała kontakt z Cerkwią rosyjską, a zwierzchnictwem obejmowała zarówno Budę, Arad, Komarom, Dalmację, Bośnię z Hercegowiną oraz ziemie, gdzie większość stanowili Serbowie. To właśnie Cerkiew prawosławna pielęgnowała pamięć o dziedzictwie średniowiecznego Królestwa Serbii, roli świętej dynastii Nemaniczów począwszy od św. Sawy.
Początkowo główną linią serbskiego ruchu narodowego była współpraca z Monarchią Habsburską rozpoczęta w czasie wojny Imperium Osmańskiego ze Świętą Ligą. W 1688 roku wojska koalicji wkroczyły do Belgradu, na co patriarcha Arseniusz III odpowiedział wezwaniem do walki u boku chrześcijan. Odniesiono sukcesy już w 1689 roku kiedy zajęto Nisz, Skopje, Prizren oraz Stip, jednak rok później wojska tureckie ponownie przejęty nad nimi kontrolę i zaczęły maszerować na północ. Arsenije III spodziewając się masakr ze strony armii osmańskiej na ludności serbskiej w odwecie, poprowadził około 30 tysięcy rodzin ku granicy z Cesarstwem Habsburgów by osiedlić się w Wojwodinie. Była to pierwsza fala wydarzenia, które przeszło do historii pod nazwą wielkiej wędrówki Serbów (sr. Velika seoba Srba). Następna fala ruszyła już niebawem, gdy Leopold I wezwał ludy bałkańskie do powstania z gwarancją wolności religijnych i niższych podatków. Trzeba tu jednak podkreślić, że emigracja miała mieć charakter jedynie tymczasowy wobec nadziei emigrantów, że po wojnie i przejęciu ziem serbskich przez Austrię będą mogli powrócić do swoich domów.
Jednak pokój w Karłowicach nie spełnił wymagań Serbów, co nie zniechęciło ich do przyszłej współpracy z Wiedniem. Serbski udział doprowadził do spadku zaufania Porty wobec metropolii w Peci, którą początkowo zaczęto obsadzać fanariotami, zaś w 1766 całkowicie zlikwidowano.
W wyniku VI wojny austriacko-tureckiej w latach 1716–1718 podpisano pokój w Požarevcu, na mocy którego główna część ziem serbskich znalazła się pod panowaniem habsburskim. Nastąpiło przekazanie władzy Radzie Izby Dworu oraz częściowe wprowadzenie austriackich urzędników do struktur administracji lokalnej, co miało wpływ na pogorszenie stosunku Serbów do Wiednia.
W czasie VII wojny austriacko-tureckiej w latach 1736–1739 po zdobyciu Niszu przez wojska habsburskie, metropolita Peci Arseniusz IV wezwał Serbów do współpracy. Jednak w wyniku ostatecznej klęski Austrii ludność cywilna ponownie była zmuszona ruszyć za wycofującymi się wojskami Habsburgów i nastąpiła druga fala wielkiej emigracji serbskiej. Pokój w Belgradzie przekazywał Imperium Osmańskiemu uzyskane ziemie serbskie i rumuńskie w 1718, jednak przy Austrii pozostał zdobyty wtedy Banat.
Nastąpił długi okres pokoju między VII a VIII wojną austriacko-turecką. Kiedy w 1787 został on przerwany, Austriacy postanowili sformować formację złożoną z Serbów, która miała operować w Serbii, Bośni oraz Banacie pod nazwą Freicorps. Mimo zajęcia w 1789 roku Belgradu monarchia habsburska z powodu sytuacji w Europie po wybuchu wielkiej rewolucji francuskiej została zmuszona ostatecznie podpisać pokój w Swisztowie zakładający status quo. Po tym jak Porta ogłosiła amnestię wobec Serbów, wielu z emigrantów postanowiła powrócić na obszar Imperium Osmańskiego. Po 1791 nastąpił upadek zaufania Serbów do współpracy z Wiedniem.

## Geneza rewolucji serbskiej
Po 1791 roku serbscy przywódcy skupieni byli na przywróceniu bezpieczeństwa w regionie i zmuszeniu Porty do poszerzenia lokalnych praw samorządowych. Akurat Selim III, który wobec słabnięcia swojej pozycji, i wobec mocarstw, i zbuntowanych ajanów, był gotów na pewne ustępstwa. Na mocy firmanów z 1791, 1792 i 1794 roku Serbia uzyskała liczne przywileje jak prawo do zbierania podatków przez miejscowych notabli, zapewnienie o ingerencji wobec nadużyć zachodzących w cziflikach czy zakaz powrotu janczarów do Belgradu wyzwolonego spod okupacji austriackiej. Spotkało się to z ostrym sprzeciwem belgradzkich janczarów, którzy byli wysyłani ze stolicy na prowincję wskutek zagrażaniu pozycji, a nawet życiu sułtana, o czym mogli przekonać się niektórzy poprzednicy Selima III. Jednak anarchia związana z janczarami usuwanymi ze stolicy przenosiła się w miejsce, w które zostali zesłani. Na ich czele stanął zbuntowany ajan z Widina, Osman Pasvanoglu, który przeprowadził atak na Belgrad w 1797. Porta by załagodzić sytuację wysłała do Serbii Hadżi Mustafa Paszę, który prowadził politykę poszanowania praw serbskich oraz utworzył 15-tysięczną milicję serbską. Jego polityka zaowocowała wyparciem Pasvanoglu spod Belgradu w 1798 pod Widyń, gdzie został oblężony.
Tymczasem nastąpiła inwazja wojsk francuskich pod wodzą generała Napoleona Bonaparte na Egipt, który formalnie był częścią Imperium Osmańskiego. Selim III był zmuszony wycofać swoje siły z Bałkanów, by skupić się na obronie tego regionu, stąd zmuszony był podpisać porozumienie z Pasvanoglu. Uznał go za gubernatora Widina, zaś janczarom pozwolił na powrót do Belgradu. Hadżi Mustafa Pasza został zamordowany, a w paszałyku belgradzkim doszło do walk wewnętrznych, z których zwycięsko wyszli czterej przywódcy janczarów zwanych dahi, od swojej rangi w korpusie. Nastąpiła fala terroru wobec serbskich przywódców. W styczniu i lutym 1804 roku dokonano masakry miejscowych liderów w liczbie około 150 osób.

## I powstanie serbskie (1804–1813)

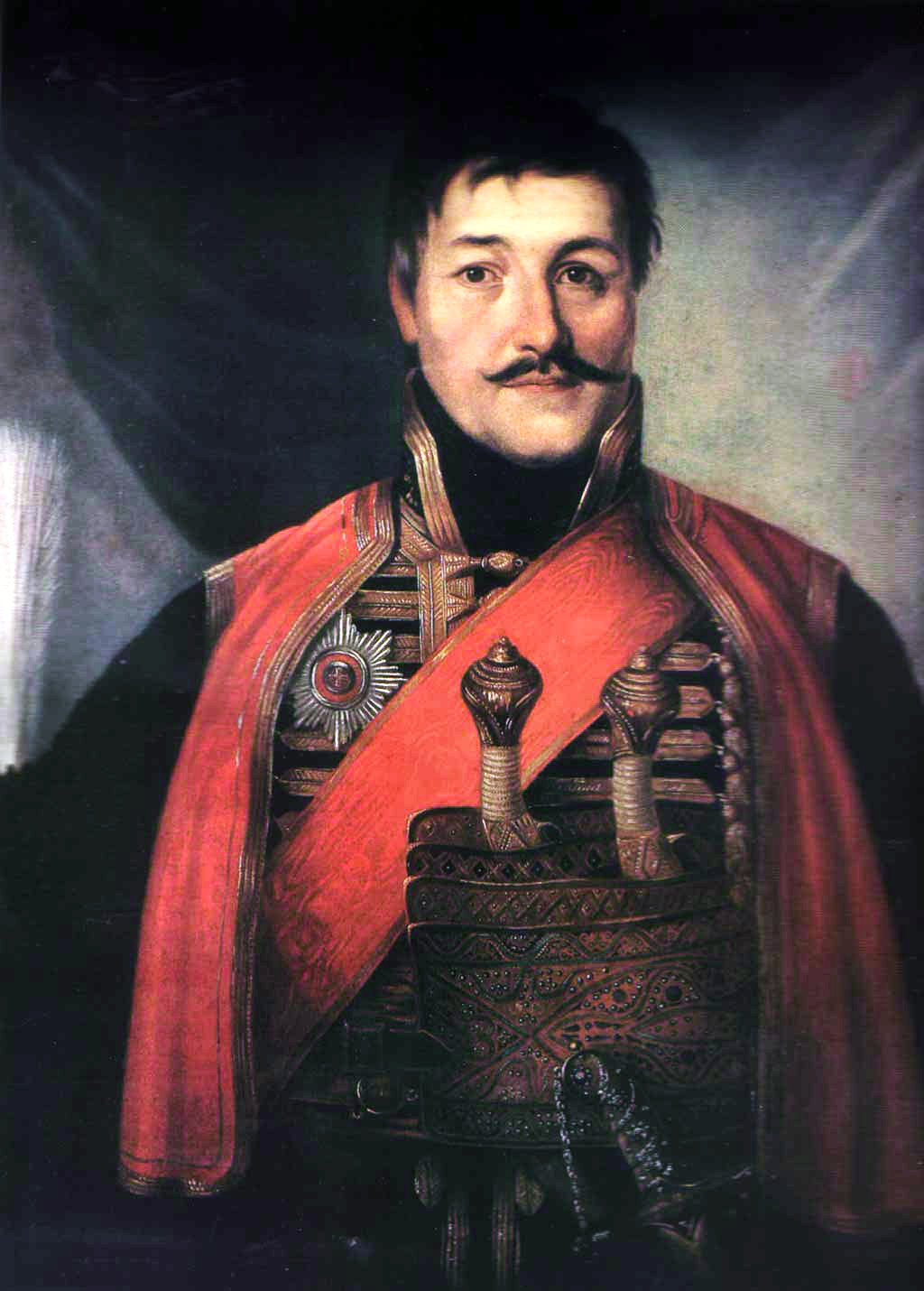
Jerzy Czarny, przywódca I powstania serbskiego

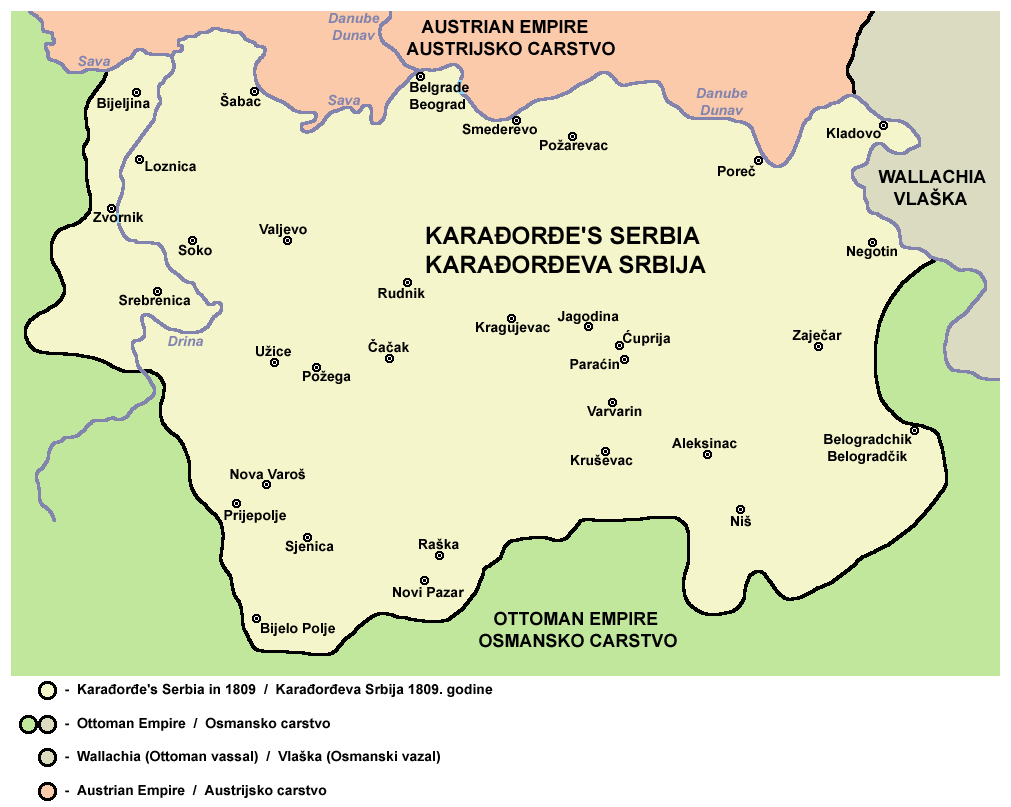
Zasięg władzy rządu powstańczego w 1809 roku

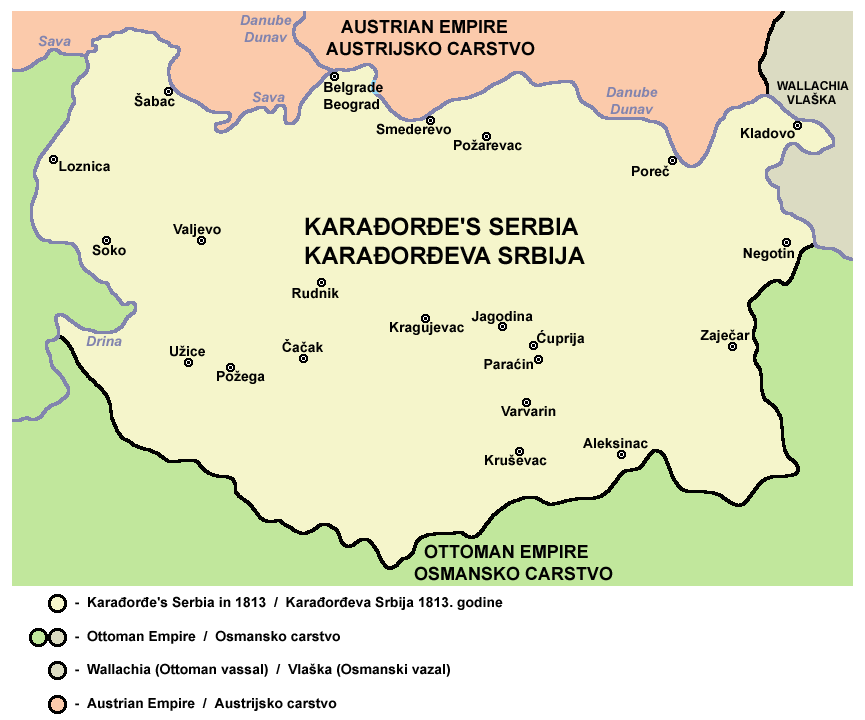

Odpowiedzią na masakrę było powstanie, które początkowo miało spontaniczny charakter. Celem zrywu było wyparcie janczarów z paszałyku belgradzkiego oraz realizację postanowień firmanów z lat 90. XVIII wieku, stąd ruch zyskał sobie początkową akceptację Porty. W lutym 1804 zgromadzenie w Orascu, w środkowej Szumadiji wybrało Jerzego Czarnego na najwyższego wojewodę, który stanął na czele 30 000 żołnierzy. Selim III aprobując zryw wymierzony w nieposłusznych janczarów wysłał do Serbii wezyra Bośni, Abu Bekira, którego mianował paszą Belgradu. Siły dahi zostały rozbite w sierpniu 1804, jednak już w zimie i na wiosnę 1805 janczarzy spustoszyli region i wygnali Abu Bekira z powrotem do Bośni. Warto nadmienić, że Jerzy Czarny starał się szukać wsparcia w Petersburgu i w Wiedniu dla swojej działalności już w tym momencie.
Selim III jednak w 1805 roku zmienił stosunek do powstańców świadom niebezpieczeństwa związanego ze strony zrywu chrześcijańskiego, który mógłby pociągnąć za sobą inne narody bałkańskie. Wysłał więc do Serbii regularną armię osmańską, która w sierpniu starła się z Czarnym. Oznaczało to początek walki serbskiej wymierzonej w Imperium Osmańskie, a nie w janczarów jak do tej pory. W listopadzie powstańcy zdobyli Smederevo, które stało się stolicą rewolucjonistów, zaś w grudniu opanowano Belgrad, co oznaczało opanowanie całego paszałyku.
Kiedy latem 1806 roku wybuchła VII wojna rosyjsko-turecka, sytuacja Serbów uległa poprawie wobec starań obu stron o poparcie Serbów. Porta zgodziła się na serbski program zawierający m.in. wycofanie janczarów z Belgradu, obsadzenie twierdz i granic paszałyku miejscowymi oddziałami oraz autonomię w ramach Imperium Osmańskiego. Dla Rosji poparcie Serbii miało znaczenie strategiczne, gdyż obszar ten łączył Czarnogórę, która była w czasie wojny sojusznikiem Petersburga, prowadząc działania ofensywne w rejonie Kotoru i Budvy, z księstwami naddunajskimi, na których obszarze walki toczyli Rosjanie. Ostatecznie Jerzy Czarny zawarł pakt z markizem Filipem Osipowiczem Pauluccim w czerwcu 1807 roku, który zapewnił pomoc materialną dla buntowników, rozciągnięcie wpływów rosyjskich na Serbię oraz możliwość ogłoszenia konstytucji w imieniu cesarza Aleksandra I, który miał wyznaczyć gubernatora. Problem polegał na tym, że Paulucci nie był upoważniony do zawierania tego typu umów i nie miał poparcia Petersburga. Zbiegło się to z pokojem w Tylży zawartym między Francją a Rosją, podczas którego cesarz Napoleon I zainicjował negocjacje między Petersburgiem a Portą. W sierpniu podpisano rozejm rosyjsko-turecki w Slobozii, co wykluczało jakąkolwiek pomoc ze strony Rosji dla serbskich powstańców.
Równocześnie doszło do rozłamu wśród przywódców powstania. Przeciw Jerzemu Czarnemu wystąpili lokalni przywódcy, którzy byli wrażliwi na wszelkie próby nadwątlania ich pozycji na rzecz władzy centralnej. Była to odpowiedź na próby organizowania podatków oraz władzy sądowniczej przez wielkiego wojewodę. By złagodzić nastroje wśród przywódców w 1805 roku powołano Radę Rządową, która miała ich reprezentować, jednak Jerzy Czarny obsadził ją wyłącznie swoimi zwolennikami. Ostatecznym wzmocnieniem władzy Jerzego Czarnego było ogłoszenie się dziedzicznym naczelnym przywódcą w 1808 roku.
W 1808 roku doszło do kolejnych zmian na europejskiej scenie międzynarodowej. Spotkania Napoleona I z Aleksandrem I w Erfurcie zobrazowały jedynie impas w kwestii wschodniej. Tymczasem na dworze w Konstantynopolu doszło do przewrotu, w wyniku którego Selim III oraz jego następca Mustafa IV zostali obaleni, a sułtanem został Mahmud II. Nowy monarcha rozpoczął negocjację z Jerzym Czarnym jednak zakończyły się one nieporozumieniem wobec braku zgody w sprawie wytyczania granic autonomii Serbii. W 1809 roku wznowiono działania wojenne, a w sierpniu doszło do uderzenia sił osmańskich na Belgrad. Nastąpiła masowa migracja ludności serbskiej za Dunaj, zaś powstańcy zostali zepchnięci do defensywy.
Jednak także Imperium Rosyjskie wznowiło działania wojenne. W 1810 roku doszło do podpisania rosyjsko-serbskiej umowy o współpracy wojskowej, na mocy której do Serbii zaczęła napływać pomoc w postaci broni, amunicji, lekarstw oraz pieniędzy, zaś generał Michaił Kutuzow stanął na czele kampanii przeciw Imperium Osmańskiemu. Jednak wobec inwazji francuskiej na Rosję w 1812 roku nastąpiło podpisanie pokoju w Bukareszcie. Artykuł VIII traktatu zezwalał na zajęcie Serbii przez Imperium Osmańskie, które było zobligowane do udzielenia amnestii powstańcom i ustanowieniu ograniczonej autonomii, jednak także powrotu garnizonów tureckich na teren paszałyku belgradzkiego.
Władze powstańcze jednak nie zostały poinformowane o tych postanowieniach, o których dowiedziały się dopiero w toku ich realizacji przez armię osmańską. W październiku 1813 roku armia turecka zajęła Belgrad, a Jerzy Czarny oraz metropolita belgradzki Leoncjusz byli zmuszeni do wyjazdu z kraju. Oznaczało to upadek I powstania serbskiego.

## II powstanie serbskie (1814–1815)

Miłosz Obrenović, przywódca II powstania serbskiego i pierwszy książę Serbii

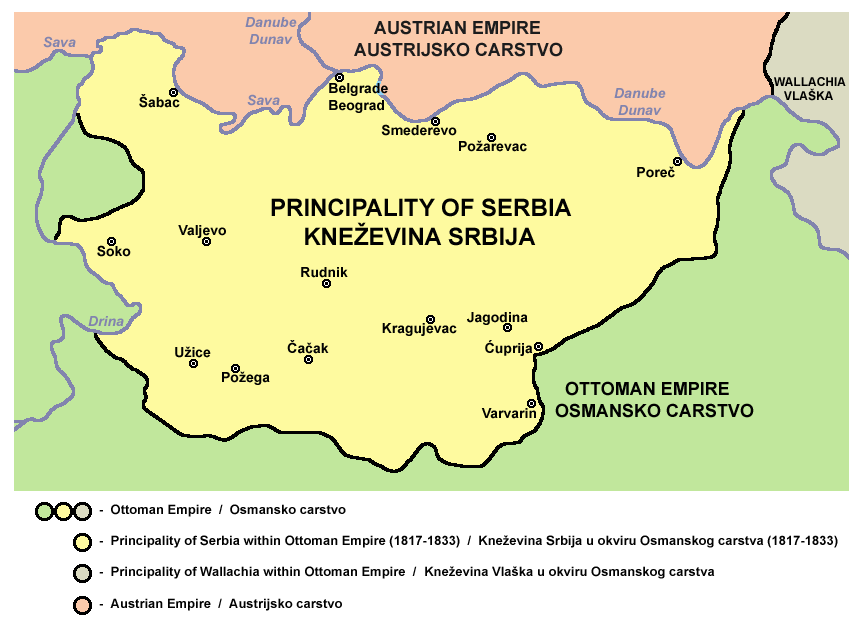
Granice Księstwa Serbii w 1817 roku

Porta zgodnie z VIII artykułem traktatu bukaresztańskiego ogłosiła powszechną amnestię, co spowodowało powrót części emigrantów z ziem austriackich, którzy przekroczyli Dunaj w 1809 roku. Nowy pasza Belgradu, Sulejman Uskupulu po opuszczeniu przez armię prowincji przeszedł do podporządkowywania sobie miejscowych notabli, w tym Miłosza Obrenowicia, oberkneznia Rudnika. Doprowadziło to do wybuchu lokalnego buntu w kwietniu 1814 roku, który początkowo spotkał się z niechęcią także znacznej części serbskich notabli świadomych wykrwawienia zasobów ludzkich w czasie I powstania serbskiego. Do ich grona zaliczał się także Miłosz. Jednak szybko okazało się, że Uskupulu nie ma zamiaru realizować wszystkich zobowiązań ustalonych w Bukareszcie, przede wszystkim tych związanych z autonomią. Wtedy też lokalny bunt przemienił się w powstanie, które objęło ponownie cały paszałyk Belgradu, a na którego czele stanął Miłosz Obrenowić.
W przeciwieństwie do I powstania serbskiego ten zryw wybuchł w dogodnej sytuacji międzynarodowej dla Serbów. Porta nie chciała przyciągać uwagi Europy, w której zakończył się okres wojen napoleońskich. Zresztą Miłosz ogłosił, że występuje przeciwko Sulejmanowi Uskupulu, a nie Porcie oczekując od Mehmeda III ugodowości. Do tego doszły naciski ze strony Petersburga o realizację VIII artykułu traktatu z Bukaresztu.
I przywódcy II powstania serbskiego, i Porcie zależało na utrzymanie pokoju w regionie. Negocjacje z Miłoszem Obrenowiciem prowadził wezyr Rumelii, Maraszli Ali Pasza, które zakończyły się w listopadzie 1815 rok i zostały potwierdzone sułtańskim firmanem.
- Miłosz Obrenowić został uznany za księcia Serbii.
- Powołano Kancelarię Narodową w Belgradzie jako ogólnokrajowy sąd najwyższy.
- Nowa władza centralna zyskała prawo do ściągania podatków i zarządzania administracją.
- Ogłoszono zakaz posiadania ziemi dla janczarów.
- Serbowie mogli zatrzymać broń i prawa handlowe na terenie imperium osmańskiego, a także ogłoszono wobec nich pełną amnestię.

## Dorobek rewolucji serbskiej

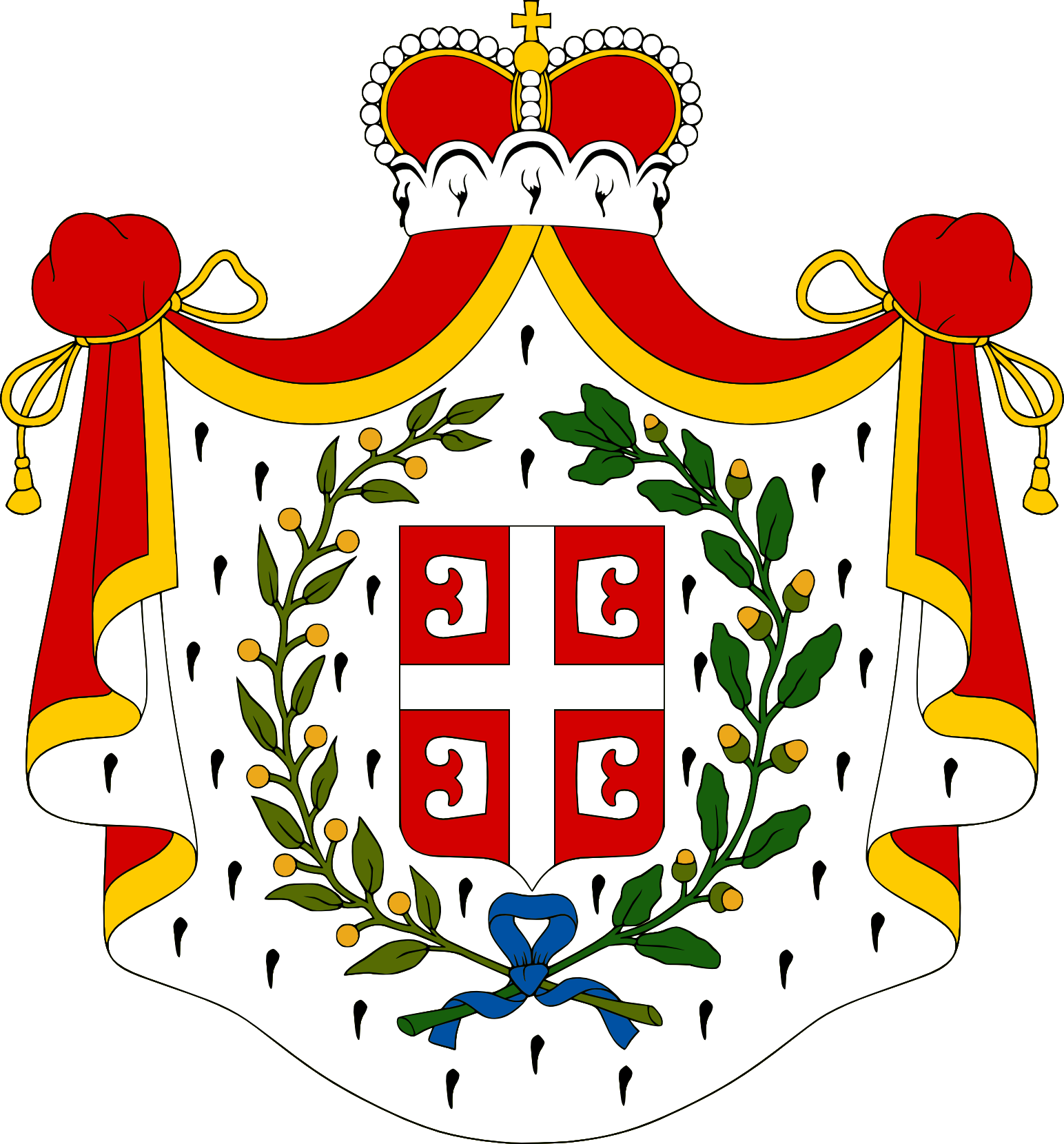
Godło Księstwa Serbii w latach 1815–1882.

Powstał półautonomiczny twór państwowy pod nazwą Księstwa Serbii ściśle powiązanego z imperium osmańskim. Książę nie dzierżył dziedzicznej władzy, która dodatkowo była osłabiana przez namiestnika tureckiego i innych urzędników oraz sędziów osmańskich w Belgradzie. Dodatkowo Turcy obsadzili większość serbskich twierdz. Księstwo Serbii było kompletnie skrępowane w kwestiach polityki zagranicznej i nie uzyskało całkowitej autonomii w sprawach wewnętrznych. Już w 1817 roku Miłosz Obrenowić ogłosił się dziedzicznym monarchą, co można uznawać za faktyczne zakończenie rewolucji serbskiej, mimo że bez zatwierdzenia jakiegokolwiek z mocarstw bądź Porty był to akt zupełnie bez znaczenia.
Jednak osiągnięto bardzo dużo, poczynając od głównych celów I powstania serbskiego z zakazem wkraczania janczarów na teren paszałyku belgradzkiego na czele. Serbowie zyskali więcej przywilejów niż te, które zyskali na mocy firmanów sułtana Selima III z lat 90. XVIII wieku. Nie bez znaczenia było też zyskanie przez Serbię rodzimego księcia. Zacofany kraj wreszcie mógł skupić się na własnym rozwoju pod władzą zdolnego, choć autokratycznego Miłosza Obrenowicia, który mógł rozpocząć tworzenie administracji centralnej.
Warto też dodać, że rewolucja serbska była pierwszym udanym zrywem narodowym na Półwyspie Bałkańskim znajdującym się pod panowaniem tureckim. Jednak przebieg rewolucji był całkowicie uzależniony od międzynarodowej polityki europejskiej, także nastrojów mocarstw z monarchią habsburską i Rosją na czele. Paszałyk Belgradu był jednak terytorium znajdującym się na peryferiach Europy o małej wartości strategicznej. Stąd Petersburg w każdej chwili mógł opuścić swojego sojusznika bez większych strat, o ile przemawiały za tym interesy rosyjskie. Rewolucja serbska była wydarzeniem drugorzędnym w dziejach Europy, o znaczeniu regionalnym. Dopiero inna rewolucja w obrębie imperium osmańskiego, powstanie greckie, zyskała europejski zasięg, przyciągając międzynarodową opinie publiczną i krzyżując interesy mocarstw europejskich.

## Rewolucja serbska w beletrystyce
Obraz rewolucji serbskiej odnaleźć można w powieści historycznej Janka Veselinović pt. "Hajduk Stanko".